# 沙泉乡 (衡山县)
沙泉乡，是中华人民共和国湖南省衡陽市衡山县下辖的一个乡镇级行政单位。

## 行政区划
沙泉乡下辖以下地区：
沙泉街社区、桂花村、泉水村、建塘村、余家村、岳狮村、双全村、水口咀村、旺冲村、上角村、建华村、山田村、石台村、金台村、种福村、幸福村、界塘村、柳树村、石狮村和世上村。